# Frankford (Missouri)
Frankford est une ville du comté de Pike, dans le Missouri, aux États-Unis,. Située au nord du comté, elle est incorporée en 1889.

## Démographie
Lors du recensement de 2010, la ville comptait une population de 323 habitants. Elle est estimée, en 2016, à 321 habitants.